# Дача Полунина
Дача Полунина — особняк постройки начала XX века в Симеизе (современный адрес ул. Красномаякская, 14).

## Дача Полунина
1 января 1902 года земский врач из Оренбургской губернии Виктор Яковлевич Полунин приобрёл у владельца Нового Симеиза И. С. Мальцова участок № 48 в западной части Нового Симеиза площадью 522 квадратных сажени (примерно 23,7 сотки). Проектировщиком и строителем дачи был сам Полунин. Время начала и окончания строительства пока не установлено (есть версия, что стройка началась в 1907 году), известно, что на 1912 год двухэтажное здание на 10 комнат было готово. Дача строилась «частью для себя, частью для сдачи внаём», почти во всех комнатах имелся балкон с видом на море. Кроме того Полунин занимался врачебной практикой, как кожвенеролог.
13 октября 1913 года Полунин продаёт дачу земскому начальнику 2-го участка Балашовского уезда Петру Михайловичу Ловен, от которого, решением съезда Мировых судей от 8 июня 1917 года был передан его жене, Е. А. Ловен. Е. А. Ловен, в свою очередь, 18 августа того же года продала дачу мещанину из города Речица Алексею Фадеевичу Тихановичу. Тиханович 31 декабря 1918 года продаёт владение вдове инженера, бывшей хозяйке 70 десятин земли в Кикенеизе (земли и дома были национализированы в 1917 году), Дехановой (Дыхановой?) Анне Ниловне. Дыханова поселилась на даче с матерью, сдавала комнаты отдыхающим и на это жила.

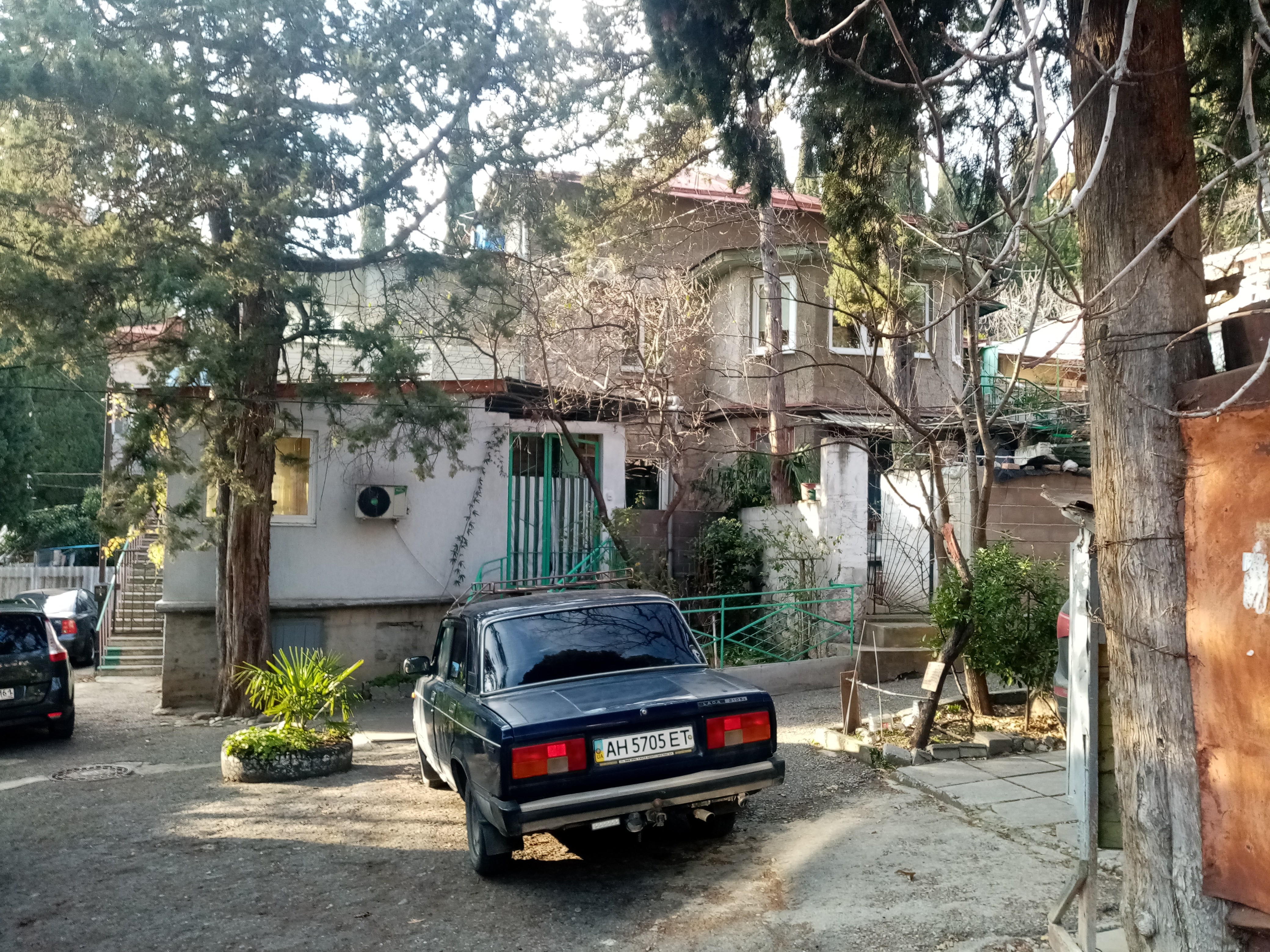
Современный вид

## После революции
16 декабря 1920 года приказом председателя Революционного комитета Крыма были изъяты «из частного владения как разных ведомств, так и частных лиц все имения Южного берега Крыма в районе от Судака до Севастополя включительно» и передавались в ведение специально созданного Управления Южсовхоза. Дачу Полунина национализировали и устроили в ней коммунальные квартиры: известно, что на 1930 год одну из комнат снимала в курфонде за 5 рублей в месяц последняя владелица Анна Ниловна Дыханова..
На сегодняшний день бывшая дача представляет собой жилой дом на несколько хозяев. Решением Ялтинского городского исполнительного комитета № 64 от 24 января 1992 года «Дача В. Я. Полунина, начало XX века» была включена в список выявленных объектов культурного наследия. На основании акта государственной историко-культурной экспертизы, постановлением Совмина Республики Крым № 128 от 11 марта 2021 года объект был исключён из перечня памятников. В апреле 2021 года в министерство культуры Республики Крым поступило заявление, предлагающее включить в единый государственный реестр объектов культурного наследия «садово-парковую зону с группой исторических дач, входивших до недавнего времени в санаторий „Красный маяк“ как единый усадебно-парковый ансамбль», в том числе и дачу Полунина, хотя других данных о вхождении дачи в состав санатория не имеется — видимо, это было жильё для работников. На 2022 год бывшая дача Полунина — многоквартирный жилой дом, общей площадью 385.5 м², в котором 39 различных помещений, из которых 33 жилых.